# Thomas Haas
Thomas "Tommy" Mario Haas, smeknamn Tommy, född 3 april 1978 i Hamburg är en tysk högerhänt före detta professionell tennisspelare.

## Tenniskarriären
Tommy Haas blev professionell spelare på ATP-touren 1996. Han har till och med säsongen 2009 vunnit tolv singeltitlar på touren men ingen i dubbel. Tio av titlarna har han vunnit på hard courtunderlag, en på grusunderlag och en på gräs. Bland meriterna märks silvermedalj i sommar OS i Sydney 2000, där han förlorade finalen mot Jevgenij Kafelnikov. Han var också finalist i Grand Slam Cup 1999 som han förlorade mot britten Greg Rusedski (3-6, 4-6, 7-6, 6-7). I maj 2002 rankades han som tvåa i världen, vilket är hans hittills främsta placering. Han har i prispengar spelat in US$ 9 772 848.
Sin första titel vann Haas 1999 i Memphis genom finalseger över Jim Courier (6-4, 6-1). Säsongen 2001 vann Haas fyra titlar och finalbesegrade bland andra Pete Sampras (Long Island, siffrorna 6-3, 3-6, 6-2) och Max Mirnyi (Stuttgart, siffrorna 6-2, 6-2, 6-2). Efter denna säsong kompletterad med ett antal goda turneringsresultat våren 2002, bland annat final i Italienska öppna, rankades han som tvåa i världen. 
Säsongen 2004 vann han två titlar, däribland grusturneringen i Houston, där han finalbesegrade Andy Roddick med siffrorna 6-3, 6-4. Han vann inga titlar säsongen 2005, men vann den följande säsongen, 2006, tre titlar och noterade finalsegrar över Xavier Malisse (Delray Beach, siffrorna 6-3, 3-6, 7-6), Robin Söderling (Memphis, siffrorna 6-3, 6-2) och Dmitrij Tursunov (Los Angeles, siffrorna 4-6, 7-5, 6-3). Hans goda form höll i sig även under 2007, han finalbesegrade då Andy Roddick i Memphis (6-2, 6-3). Haas deltog även i Stockholm Open 2007. Han förlorade i semifinalen mot slutsegrande Ivo Karlovic.   
I Grand Slam-turneringar har Haas vid tre tillfällen (1999, 2002 och 2007) nått semifinal i Australiska öppna. Och 2009 i Wimbledon kom han också till semifinal där han förlorade mot Roger Federer som sen vann finalen och skrev historia genom att bli den första någonsin att vinna 15 grand slam-titlar.
Haas har deltagit i det tyska Davis Cup-laget 1998-2002 och 2004-07. Han har totalt spelat 30 matcher och vunnit 22 av dem.
I mars 2018 meddelade Haas officiellt att han avslutar sin karriär.

## Spelaren och personen
Thomas Haas är för TV-publiken känd som en intensiv spelare.

## ATP-titlar
- Singel
  - 1999 - Memphis
  - 2001 - Adelaide, Long Island, Wien, Stuttgart TMS
  - 2004 - Houston, Los Angeles
  - 2006 - Delray Beach, Memphis, Los Angeles
  - 2007 - Memphis
  - 2009 - Halle